# 上杉裕世
上杉 裕世（うえすぎ ゆうせい、1964年11月29日 - ）は、アメリカ合衆国で活躍したことで知られる日本人のマットペインター。広島県出身。武蔵野美術大学油絵科卒。左利きである。

## 経歴
- 1981年、ひろしま美術研究所で学んだ後、武蔵野美術大学油絵科に合格。
- 1985年、マットペインターのロッコ・ジョフレに師事。
- 1987年、アメリカ合衆国に渡り、師のジョフレのスタジオに勤める。
- 1989年、ILMに入社。以後2013年まで数々の映画作品のマットアーティストとして参加した。
- 2017年、株式会社オムニバス・ジャパンに入社。上席執行役員。
- 2018年、Softbankのギガ国物語シリーズのVFXを監修。

1987年、渡米費用を稼ぐために『欽ちゃんの仮装大賞』に出場し優勝。賞金100万円でアメリカに渡ったというユニークな経歴を持つ。
1990年の『ダイ・ハード2』のラストシーン（エンドタイトル直前）の飛行場のマットペイントを手がけ有名となった。

## 受賞
- エミー賞ビジュアルイフェクツ賞受賞（『インディ・ジョーンズ／若き日の大冒険』）

## 主な作品
- 『インディ・ジョーンズ/最後の聖戦』(1989)
- 『バック・トゥ・ザ・フューチャー PART2』(1989)
- 『ゴーストバスターズ2』(1989)
- 『ジョー、満月の島へ行く』(1990)
- 『ダイ・ハード2』(1990)
- 『スウィッチ/素敵な彼女?』(1990)
- 『夢』(1990)
- 『ドアーズ』 (1991)
- 『フック』(1991)
- 『ジュラシック・パーク』(1993)
- 『インディ・ジョーンズ/若き日の大冒険 』(1993)
- 『マーベリック』 (1994)
- 『スタートレック ジェネレーションズ』(1994)
- 『フォレスト・ガンプ/一期一会』(1994)
- 『マスク』(1994)
- 『未来は今』 (1995)
- 『アメリカン・プレジデント』(1995)
- 『101』(1996)
- 『スポーン』(1997)
- 『スター・ウォーズ三部作 特別篇』(1997)
- 『ザ・グリード』(1998)
- 『スター・ウォーズ エピソード1/ファントム・メナス』(1999)
- 『ギャラクシー・クエスト』 (1999)
- 『A.I.』(2001)
- 『クローン』 (2001)
- 『スター・ウォーズ エピソード2/クローンの攻撃』 (2002)
- 『リーグ・オブ・レジェンド/時空を超えた戦い』 (2003)
- 『ピーターパン』(2003)
- 『スター・ウォーズ エピソード3/シスの復讐』(2005)
- 『ハリー・ポッターと炎のゴブレット』(2005)
- 『ポセイドン』(2006)
- 『エラゴン』(2006)
- 『パイレーツ・オブ・カリビアン/ワールド・エンド』(2007)
- 『ラッシュアワー3』(2007)
- 『インディ・ジョーンズ/クリスタル・スカルの王国』(2008)
- 『スター・トレック』(2009)
- 『アバター』(2009)
- 『トランスフォーマー/ダークサイド・ムーン』(2011)
- 『アベンジャーズ』(2012)
- 『バトルシップ』(2012)
- 『スター・トレック イントゥ・ダークネス』(2013)